# Makefu
Makefu è un villaggio, che costituisce anche una municipalità ed un distretto elettorale, dell'isola di Niue, nell'Oceano Pacifico. Il villaggio si trova sulla costa nord-occidentale, nella regione storica tribale di Motu. Ha una popolazione di 69 abitanti ed una superficie di 17,13 km².
Al largo del villaggio si trova un famoso punto per immersioni, chiamato The Bridge. Prende il nome dalla forma a ponte che costituiscono i coralli. La zona è ottima per l'avvistamento di squali e tartarughe.